# Pectobacterium
Genre
Pectobacterium est un genre de bacilles Gram négatifs de la famille des Pectobacteriaceae dont il est le genre type. Son nom, formé sur le grec pecto (πηκτό : condensé, coagulé) et sur le néolatin bacterium (bacille), se traduit littéralement par « bacille à pectine ». Il fait référence à l'aptitude qu'ont ces bactéries à hydrolyser la pectine des végétaux qu'elles parasitent.

## Liste d'espèces
Selon la LPSN (27 octobre 2022) :
- Pectobacterium actinidiae Portier et al. 2019
- Pectobacterium aquaticum Pédron et al. 2019
- Pectobacterium aroidearum Nabhan et al. 2013
- Pectobacterium atrosepticum (van Hall 1902) Gardan et al. 2003
- Pectobacterium betavasculorum (Thomson et al. 1984) Gardan et al. 2003
- Pectobacterium brasiliense Portier et al. 2019
- Pectobacterium cacticida corrig. (Alcorn et al. 1991) Hauben et al. 1999
- Pectobacterium carnegieanum corrig. (Standring 1942) Brenner et al. 1973
- Pectobacterium carotovorum (Jones 1901) Waldee 1945 – espèce type
- Pectobacterium fontis Oulghazi et al. 2019
- Pectobacterium odoriferum (Gallois et al. 1992) Portier et al. 2019
- Pectobacterium parmentieri Khayi et al. 2016
- Pectobacterium parvum Pasanen et al. 2020
- Pectobacterium peruviense Waleron et al. 2022
- Pectobacterium polaris Dees et al. 2017
- Pectobacterium polonicum Waleron et al. 2019
- Pectobacterium punjabense Sarfraz et al. 2018
- Pectobacterium quasiaquaticum Ben Moussa et al. 2021
- Pectobacterium versatile Portier et al. 2019
- Pectobacterium wasabiae (Goto & Matsumoto 1987) Gardan et al. 2003

Les espèces suivantes ont été reclassées :
- Dickeya chrysanthemi (Burkholder et al. 1953) Samson et al. 2005 : reclassement de P. chrysanthemi
- Erwinia rhapontici (Millard 1924) Burkholder 1948 : reclassement de P. rhapontici
- Pantoea cypripedii (Hori 1911) Brady et al. 2010 : reclassement de P. cypripedii